# Guettarda blanchetiana
Guettarda blanchetiana är en måreväxtart som beskrevs av Johannes Müller Argoviensis. Guettarda blanchetiana ingår i släktet Guettarda och familjen måreväxter. Inga underarter finns listade i Catalogue of Life.